# DRB-ハイコム
DRB-ハイコム（DRB-HICOM MYX: 1619）はHICOM(マレーシア重工業公社)を前身とするマレーシアの複合企業（コングロマリット）である。1996年にDiversified Resources Berhad(多様化資源公社)との合併で誕生した。
自動車関連事業が主体で、プロトンの筆頭株主である。ホンダやいすゞ、スズキなど様々な外資系企業との合弁事業を展開している。また、傘下の航空会社であったエアアジアは2001年に売却された。

## 子会社
- プロトン (自動車)
- POS・マレーシア（英語版）（郵便局）
- バンク・ムアマラート・マレーシア（英語版）（銀行）
- モデナス（オートバイ）
- ハイコム・オートモービル・マニュファクチャーズ
- DRB-ハイコム防衛技術（英語版）（防衛産業会社）
- エダラン・オートモービル・ナショナル
- Automotive Corporation Malaysia Sdn Bhd.（いすゞ・ハイコム・マレーシア（英語版）の正規販売店）
- HICOM Diecastings Sdn Bhd.（鋳造及び機械加工会社）
- プスパコム（英語版）（車検検査会社）
- HICOM-TECK SEE Manufacturing (Malaysia) Sdn Bhd.（車両用プラスチック部品会社）